# Мері Десенза
Мері Десенза (англ. Mary Mohler, 17 вересня 1984) — американська плавчиня.
Чемпіонка світу з водних видів спорту 2005 року. Медалістка Пантихоокеанського чемпіонату з плавання 2002, 2006 років.